# Hermonbjerget
Hermonbjerget (33°24′N 35°51′Ø / 33.400°N 35.850°Ø; hebraisk הר חרמון, Har Hermon, arabisk جبل الشيخ, Jabal el-Shaiykh, Djabl a-Shekh, "høvdingebjerget" og "snebjerget") er et bjerg i Antilibanon. Højeste punkt er 2.814 meter (9,230 fod) over havet. Bjerget ligger på grænsen mellem Syrien og Libanon, og ligger under syrisk og israelsk kontrol. Den sydlige del af Hermonbjerget har været under israelsk kontrol siden Seksdageskrigen i 1967. Denne del af bjerget, såvel som Golanhøjderne, blev annekteret af Israel i 1980, en anneksion som ikke blev godkendt af FN.

## Fodnoter
1. ↑  "Golan Heights" A Dictionary of Contemporary World History. Jan Palmowski. Oxford University Press, 2003. Oxford Reference Online. Oxford University Press.